# Miguel M. Abrahão
Miguel M. Abrahão (25 de enero de 1961) es un escritor, dramaturgo y historiador brasileño.

## Biografía
Miguel Martins Abrahão es hijo de una familia de clase media alta de São Paulo, Brasil, nació el 25 de enero de 1961 y se graduó en Historia, pedagogía y Comunicación social, habiendo ejercido varias actividades en las instituciones educativas, además de dedicar gran parte de su tiempo a la literatura.
Impartió clases de historia de Brasil para el curso de postgrado en periodismo en la Universidad Metodista de Piracicaba, en los años 80. En esta institución educativa también fue responsable de la ejecución del Centro de Teatro UNIMEP en 1979 y coordinó todos los proyectos teatrales, hasta 1981.
Vive en Río de Janeiro, con su esposa e hijos.
La mayor parte de su obra para niños y jóvenes, sin embargo, aunque fue escrita durante su adolescencia, fue solamente publicada en  libro a partir del año 1983.

## Obra

### Teatro
- As aventuras do Saci Pererê (Teatro infantil y juvenil, 1973)

- Pimpa, a Tartaruga (Teatro infantil y juvenil, 1973)

- O Dinheiro (Comédia em dois atos, 1976)

- Armadilha (drame policier, 1976)

- No Mundo Encantado da Carochinha (Teatro infantil y juvenil, 1976)

- O Descasamento (Comédia em dois atos, 1977)

- Pensão Maloca (Comédia em dois atos, 1977)

- A Casa (Comédia em dois atos, 1978)

- O Covil das Raposas (Comédia em dois atos, 1978)

- O Chifrudo (Comédia em dois atos, 1978)

- Pássaro da Manhã (dramatique pour adolescents, 1978)

- Alta-Sociedade (Comédia em dois atos, 1978)

- Hospí(cio)tal  (Comédia em dois atos, 1978)

- O Ônibus (Comédia em dois atos, 1978)

- Discoteca (Musical em dois atos, 1978)

- O Minuto Mágico (Comédia em dois atos, 1981)

- As Comadres (Comédia em dois atos, 1981)

- Três (drama filosófico , 1981)

- A Escola (drama histórico, 1983)

- Bandidos Mareados (Teatro infantil y juvenil, 1983)

- O Rouxinol do Imperador (théâtre pour enfants, 1992)

### Prosa
- O Bizantino (1984)

- A Pele do Ogro (1996)

- O Strip do Diabo (1996)

- A Escola (2007)

### Literatura infantil y juvenil
- As Aventuras de Nina, a Elefanta Esquisita (1971)

- As aventuras do Saci Pererê (1973)

- Biquinho (1973)

- Pimpa, a Tartaruga (1973)

- Confissões de um Dragão (1974)

- Lateco (1974)

- Arabela (1974)

- Junior, o Pato (1974)

- Bonnie e Clyde (1975)

- O Mistério da Cuca (1975)

- O Império dos Bichos (1979)

- O Caso da Pérola Negra (1983)

### Trabajos científicos
- Introdução aos Estudos Históricos (didáctico, 1985)

- História Antiga e Medieval (didáctico, 1992)

- História Antiga (didáctico 1992)

- História Medieval (didáctico, 1992)